# Isabelle Nef
Isabelle Nef, de soltera Lander (Ginebra, 27 de septiembre de 1895-Collex-Bossy, 2 de enero de 1976) fue una pianista y clavecinista suiza, además de profesora en el Conservatorio de Música de Ginebra.

## Biografía
Nef nació el 27 de septiembre de 1895 en Ginebra. Estudió piano en el conservatorio de Ginebra con Marie Panthès y posteriormente, en París, composición con Vincent d'Indy y clavecín con Wanda Landowska.

## Carrera
Realizó una carrera de conciertos en Europa, América del Sur y América del Norte, incluyendo Seattle. Nueva York y Washington, URSS, Sudáfrica y Australia. Para su 80 cumpleaños, interpretó obras de Mozart y Bach en fortepiano en el Templo de Saint-Gervais en Ginebra.
En 1936 se convirtió en la primera profesora de clavecín en el Conservatorio de Ginebra. Luego se convirtió en profesora honoraria y permaneció en el conservatorio hasta 1975 cuando se jubiló a la edad de 80 años.

## Muerte y legado
Nef falleció en Collex-Bossy. Le sucedió en el conservatorio la clavecinista Christiane Jaccottet.
Un camino fue nombrado en su honor en Collex-Bossy.